# Le Code
Production
Diffusion
Le Code est une série télévisée française de deux saisons de 6 épisodes créée par Lionel Olenga, Cécile Even et Nicolas Robert, et diffusée à partir du 24 novembre 2021 sur le service de streaming Salto et à partir du 1er décembre 2021 sur France 2.
Cette série judiciaire est une coproduction de Making Prod, L.O. Productions et France Télévisions, avec la participation de TV5 Monde et le soutien de la région Grand Est et de la ville de Reims.
Il y est question du système judiciaire et, plus particulièrement, de l'envers du décor d'un cabinet d'avocats, chaque épisode traitant un cas judiciaire,.
La série, créée par Lionel Olenga, Cécile Even et Nicolas Robert d'après une idée originale de Lionel Olenga, est interprétée par Daniel Njo Lobé, Christiane Millet et Naidra Ayadi, entourés notamment de Catherine Demaiffe.
Le 22 juin 2023, on apprend que la série est arrêtée après deux saisons.

## Synopsis
L'avocat parisien Idriss Toma obtient que soient déboutés les plaignants atteints de cancer qui attaquent en justice leur employeur, un grand producteur de peintures. Il est abattu dans son bureau par Carl Roussel, le mari d'une des victimes, qui vient de mourir. Les médecins réussissent à extraire les trois balles, sauf un éclat logé dans son cerveau : ils ne donnent plus qu'un an à vivre à l'avocat,,,,.
Décidé à corriger ses erreurs passées, Idriss Toma revient dans sa ville de Lille et s'associe avec une avocate engagée et une ex-gloire du barreau pour défendre les faibles,,.

## Distribution
- Cabinet Ayad - Toma - Vanhoven
  - Daniel Njo Lobé : Idriss Toma

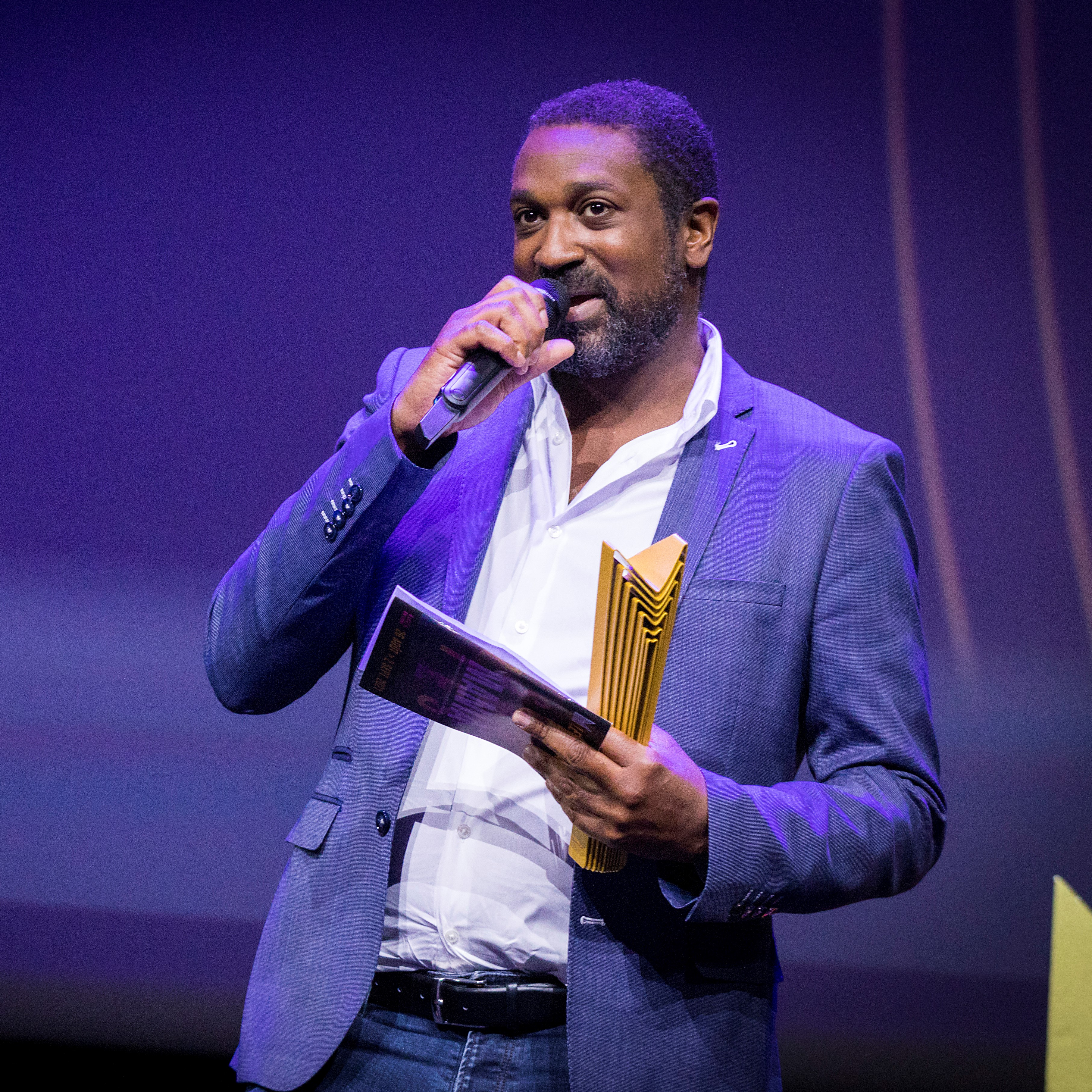
Daniel Njo Lobé
(Idriss Toma).

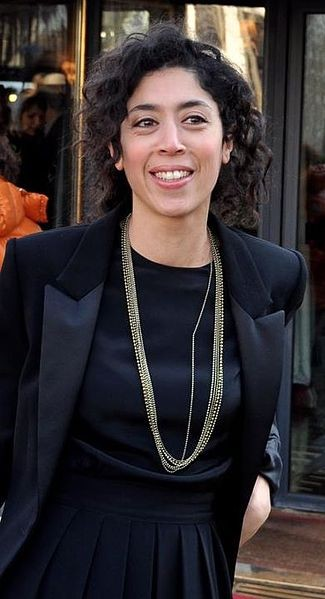
Naidra Ayadi
(Nadia Ayad).

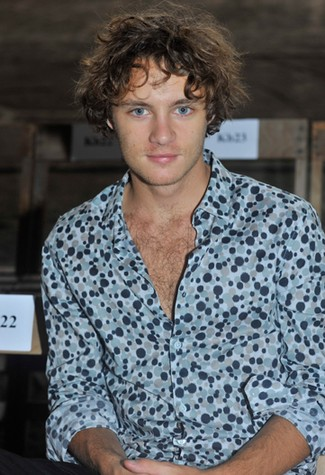
Théo Frilet
(Maxime Laffargue).

  - Christiane Millet : Jeanne Vanhoven, ex-gloire du barreau
  - Naidra Ayadi : Nadia Ayad, avocate engagée
  - Barbara Probst : Claire Caldeira
  - Théo Frilet : Maxime Laffargue
  - Catherine Demaiffe : Élodie Nedelec, la secrétaire du cabinet d'avocats

- Autres acteurs principaux
  - Wendy Nieto : Chloé Barbier, la fille d'Idriss Toma
  - Guillaume Faure : Julien Gurou, le petit ami de Claire Caldeira
  - Jade Phan-Gia : Professeure Than, chirurgienne
  - Blanche Leleu : Alice Darbois, compagne de Nadia Ayad

- Justice
  - Présidents
    - Guillaume Carcaud : président Leroy (cour d'assises) (saison 1 - épisode 1 ; saison 2 - épisode 5)
    - Pascal Casanova : président Toumou (cour d'assises) (saison 1 - épisode 2)
    - Jina Djemba : présidente Almeida (tribunal correctionnel) (saison 1 - épisodes 3 et 6)
    - Greg Germain : président Letrene (saison 2 - épisode 3)
    - Aude Legastelois : présidente Texeira (cour d'assises) (saison 2 - épisode 6)

  - Avocats généraux
    - Gwendolyn Gourvenec : avocate générale Christiansen (saison 1 - épisodes 1 et 5)
    - Grégoire Bonnet : avocat général Jacques Kowalski (saison 1 - épisodes 2 et 4 ; saison 2 - épisodes 1 et 4)
    - Éric Denize : avocat général Éric Fourcade (saison 2 - épisode 5)
    - Laëtitia Eïdo : avocate générale Fanny Costa (saison 2 - épisode 6)

  - Juges d'instruction
    - Stéphan Wojtowicz : juge Renaud (saison 2 - épisodes 2 et 3)

  - Experts judiciaires
    - Alban Casterman : expert judiciaire Ludovic Tixier (saison 1 - épisode 6)
    - Husky Kial : Dr Mansour, expert psychiatrique (saison 2 - épisode 6)

- Acteurs invités
  - Stéphane Blancafort : Carl Roussel (saison 1 - épisodes 1 et 6)
  - Annelise Hesme : Estelle Lantez (saison 1 - épisode 1)
  - Élias Hauter : Jérémy Dutertre (saison 1 - épisode 2)
  - Jérôme Bertin : Olivier Walter (saison 1 - épisode 3)
  - Lionel Olenga : agent des douanes (saison 1 - épisode 3)
  - Julien Baumgartner : romancier David Kerval (saison 1 - épisode 5)
  - Guillaume Marquet : Romain Masseau (saison 1 - épisode 5)
  - Isabelle Leprince : Jacqueline Arsena (saison 1 - épisodes 5 et 6)
  - Fleur Geffrier : avocate Louise Litt (saison 1 - épisode 6)
  - Éric Herson-Macarel : commandant Billier (saison 1 - épisode 6)
  - Francis Perrin : Jean Perez (saison 2 - épisode 1)
  - Moïse Santamaria : Antoine Duval (saison 2 - épisode 2)
  - Armelle Deutsch : Céline Duval (saison 2 - épisode 2)
  - Gabin Jouillerot : Mathis (saison 2 - épisode 2)
  - Damien Jouillerot : Père de Mathis (saison 2 - épisode 2)
  - Claire Borotra : Élisabeth Saunier (saison 2 - épisode 3)
  - Cyril Lecomte : brigadier Damien Carnot (saison 2 - épisode 4)
  - Émilie Gavois-Kahn : commandante Danièle Normand, directrice d'enquête (saison 2 - épisode 5)
  - Yann Gaël : Dr Thomas Mendy (saison 2 - épisode 5)

## Production

### Genèse et développement
La série est co-produite par Making Prod et co-scénarisée par Lionel Olenga, soit le noyau de l'équipe qui était derrière la série Cherif,.
La série s'inspire des grandes séries judiciaires américaines, dont Lionel Olenga est un grand fan,. « Je suis très fan des séries judiciaires de David E. Kelley », précise Lionel Olenga, et le décor du cabinet du Code rappelle celui du cabinet Donnell et Associés dans The Practice. « Aux Etats-Unis, aucune chaîne n'a pas sa ou ses séries judiciaires » rappelle Olenga.
Le scénariste explique être également un habitué des prétoires : « J'ai commencé ma carrière de scénariste sur Avocats et Associés et je suis allé voir des vrais procès pour sentir et comprendre les usages et voir vraiment ce qu'il se passe dans une salle d'audience. Depuis j'y retourne régulièrement. […] Nous avons assisté à des procès, eu des conseillers techniques et on connaît bien cet univers. »
La première saison compte 6 épisodes mais Lionel Olenga a déjà commencé l'écriture de la deuxième saison. Chaque épisode s'ouvre sur un brief du cabinet et traite d'un cas, porté par un acteur invité.

### Attribution des rôles
Dans l'épisode Une parfaite coupable de la saison 2, Claire Borotra interprète une SDF accusée de meurtre. Au magazine Télé-Loisirs qui lui demande comment elle s'est préparée pour le rôle, elle répond : « J'ai essayé de renoncer à l'image que j'avais de moi. Je ne portais pas de maquillage, je ne me suis pas regardée dans un miroir pendant le tournage. J'essayais plutôt de me concentrer sur le ressenti de cette femme SDF. C'était un rôle douloureux, où l'on n'a surtout pas envie de trahir la vérité des gens qui vivent ce genre de drames. C'est un rôle qui m'a beaucoup remuée. Cela me permettait de sortir du personnage de Justine Rameau, la quintessence de la rigidité dans Face à face. Cet épisode raconte la descente aux enfers d'une DRH. Et dit des choses intéressantes sur la violence faite aux femmes dans la rue, qui se rasent la tête et s'urinent dessus pour éviter d'être violées,. »
Elle précise par ailleurs au magazine Télé 7 jours : « J'ai travaillé, en tant que bénévole, dans des associations qui accueillent des personnes sans ressources. J'ai accompagné celles et ceux qui voulaient s'en sortir… Et je continue de discuter avec les SDF que je croise dans la rue. Je n'ai donc pas eu de difficulté à me plonger dans ce parcours de vie cabossé. »
L'actrice Naidra Ayadi, qui interprète le rôle de Nadia Ayad, une avocate engagée, regrette l'arrêt de la série après deux saisons : « J'aimais beaucoup mon personnage d'avocate dans Le Code sur France 2. J'aurais rêvé être cette avocate-là, si j'avais suivi cette carrière. Je trouve très dommage que la série ait pris fin. Les trois personnages principaux du cabinet d'avocat étaient quand même un homme noir, une femme arabe lesbienne et une vieille, ça faisait du bien. C'était bien d'en faire des héros du quotidien. La série abordait des sujets de société actuels et montrait comment, en tant qu'être humain, on se situe par rapport à des notions de justice. »

### Tournage
Le tournage de la première saison de la série se déroule d'octobre à décembre 2020 à Lille, Bétheny, Épernay, Reims et Paris,,,.
L'acteur principal, Daniel Njo Lobé, a déclaré à Télé-Loisirs : « Ce tournage était très agréable. On avait tous des approches différentes de travail qui se complétaient bien. J'ai eu une belle complicité avec Catherine et j'ai pris une grosse claque avec Wendy Nieto, qui joue ma fille. Elle a une intensité qui est dingue. »
Le tournage de la deuxième saison s'effectue du 4 avril au 1er juillet 2022 à Lille, Reims et Épernay,.

### Fiche technique
- Titre français : Le Code
- Genre : série judiciaire[3],[17]
- Sociétés de production : Making Prod, L.O. Productions, France Télévisions[1]
- Réalisation : Jean-Christophe Delpias, Bénédicte Delmas[1],[6],[2],[15]
- Premier assistant réalisateur: Frédéric Castelnau[1],[6]
- Scénario : Lionel Olenga, Nicolas Robert, Cécile Even, Lucille Brandi, Julie-Anna Grignon et Julien Anscutter[1],[3],[2],[4],[18]
- Musique : Michaël Tordjman, Michael Desprez[2],[4]
- Photographie : Dominique De Wever[4]
- Décors : Benoît Pfaudawel[4]
- Costumes : Isabelle Ntakabanyura[4]
- Montage : Thaddée Bertrand, Nathalie Langlade[4]
- Pays de production :  France[17]
- Langue originale : français
- Format : couleur
- Nombre de saisons : 2
- Nombre d'épisodes[1],[19],[6] : 12
- Durée : 52 minutes[1],[17],[6]
- Dates de première diffusion :
  - France : 
    - Saison 1 :
      - 24 novembre 2021 sur Salto[20]
      - 1er décembre 2021 sur France 2

    - Saison 2 :
      - 4 janvier 2023 sur France 2[21]

## Épisodes

### Saison 1 (2021)
1. Profession de foi
2. Présumé coupable
3. Parole contre parole
4. Engrenages
5. Le moment de vérité
6. Pretium Doloris

### Saison 2 (2023)
1. Jusqu'à ce que la mort nous sépare
2. Légitime violence
3. Une parfaite coupable
4. Dérapages
5. À charge
6. Irresponsable

## Accueil

### Audiences et diffusion

#### En France
En France, la série est diffusée les mercredis vers 21 h 05 par salve de deux épisodes sur France 2, du 1er au 15 décembre 2021 pour la première saison et du 4 au 18 janvier 2023 pour la deuxième saison.

##### Saison 1 (2021)
| Épisode              | Diffusion                  | Diffusion            | Audience moyenne          | Audience moyenne                       | Audience moyenne         | Audience moyenne | Réf.   |
| Épisode              | Jour                       | Horaire              | Nombre de téléspectateurs | Part de marché (sur les 4 ans et plus) | Part de marché (FRDA-50) | Classement       | Réf.   |
| -------------------- | -------------------------- | -------------------- | ------------------------- | -------------------------------------- | ------------------------ | ---------------- | ------ |
| 1                    | Mercredi 1er décembre 2021 | 21 h 05 - 22 h 05    | 3 360 000                 | 14,8 %                                 |                          | 2e               | ,      |
| 2                    | Mercredi 1er décembre 2021 | 22 h 05 - 23 h 00    | 2 890 000                 | 14,8 %                                 |                          | 2e               | ,      |
| 3                    | Mercredi 8 décembre 2021   | 21 h 05 - 22 h 05    | 3 120 000                 | 13,7 %                                 |                          | 1er              | ,      |
| 4                    | Mercredi 8 décembre 2021   | 22 h 05 - 23 h 00    | 2 740 000                 | 13,9 %                                 |                          | 1er              | ,      |
| 5                    | Mercredi 15 décembre 2021  | 21 h 05 - 22 h 05    | 3 100 000                 | 13,8 %                                 |                          | 2e               | [ 24 ] |
| 6                    | Mercredi 15 décembre 2021  | 22 h 05 - 23 h 00    | 2 730 000                 | 14,2 %                                 |                          | 2e               | [ 24 ] |
|                      |                            |                      |                           |                                        |                          |                  |        |
| Moyenne de la saison | Moyenne de la saison       | Moyenne de la saison | 2 990 000                 | 14,2 %                                 |                          |                  | [ 25 ] |

##### Saison 2 (2023)
| Épisode              | Diffusion                | Diffusion            | Audience moyenne          | Audience moyenne                       | Audience moyenne         | Audience moyenne | Réf.   |
| Épisode              | Jour                     | Horaire              | Nombre de téléspectateurs | Part de marché (sur les 4 ans et plus) | Part de marché (FRDA-50) | Classement       | Réf.   |
| -------------------- | ------------------------ | -------------------- | ------------------------- | -------------------------------------- | ------------------------ | ---------------- | ------ |
| 1                    | Mercredi 4 janvier 2023  | 21 h 10 - 22 h 10    | 2 850 000                 | 13,8 %                                 |                          | 1er              | [ 26 ] |
| 2                    | Mercredi 4 janvier 2023  | 22 h 10 - 23 h 10    | 2 460 000                 | 13,8 %                                 |                          | 1er              | [ 26 ] |
| 3                    | Mercredi 11 janvier 2023 | 21 h 10 - 22 h 10    | 2 600 000                 | 12,3 %                                 |                          | 1er              | [ 27 ] |
| 4                    | Mercredi 11 janvier 2023 | 22 h 10 - 23 h 10    | 2 330 000                 | 12,9 %                                 |                          | 1er              | [ 27 ] |
| 5                    | Mercredi 18 janvier 2023 | 21 h 10 - 22 h 10    | 2 610 000                 | 12,3 %                                 |                          | 2e               | [ 28 ] |
| 6                    | Mercredi 18 janvier 2023 | 22 h 10 - 23 h 10    | 2 340 000                 | 12,7 %                                 |                          | 2e               | [ 28 ] |
|                      |                          |                      |                           |                                        |                          |                  |        |
| Moyenne de la saison | Moyenne de la saison     | Moyenne de la saison | 2 530 000                 | 13 %                                   |                          |                  | [ 29 ] |

- Les plus hauts chiffres d'audience
- Les plus bas chiffres d'audience

### Accueil critique

#### Saison 1
Julia Fernandez, du site Allociné, indique : « La série possède une urgence et un propos délivré avec une efficacité redoutable. Servie par un ensemble de comédiens talentueux, la série développe au fil des épisodes des relations interpersonnelles à la fois subtiles et convaincantes entre les protagonistes du cabinet. » Soulignant que la série bénéficie de solides acteurs invités à chaque épisode, elle conclut : « Peaufiné par la mise en scène feutrée et fluide de Jean-Christophe Delpias, en charge des 6 épisodes, ce Code n'a pas à rougir d'une comparaison avec les thrillers judiciaires américains. »
Katia de la Ballina, de Télé-Loisirs, souligne que « classique mais efficace, la nouvelle série de France 2 s'articule autour d'un fil rouge – la quête de rédemption professionnelle et personnelle du héros – et d'affaires judiciaires différentes et bouclées à chacun des six épisodes ». Elle conclut : « L'originalité et la force de cette fiction tiennent à ses personnages attachants, drôles et émouvants, et à leurs interprètes aussi convaincants que peu vus sur les écrans. »
Pour Jean-Christophe Nurbel, du site Bulles de culture, « les affaires qui y sont traitées sont plutôt classiques et la réalisation parfois heurtée de Jean-Christophe Delpias n'est pas forcément convaincante ». Mais il précise : « Cependant, cette série peut séduire pour ses personnages nuancés — aussi bien le personnage de Daniel Njo Lobé que les autres telle que l'avocate engagée et fidèle à ses clients incarnée par Naidra Ayadi —, sa représentation du système judiciaire français et ses petits clins d'œil aux autres fictions existantes. »
Alexandre Letren, rédacteur en chef du pôle séries du site VL-Media, est beaucoup plus enthousiaste : Le Code est une pépite et « une série à ne pas manquer ». Il souligne « une écriture efficace, sans temps morts, enlevée dès les premières minutes » et « un casting magnétique, au premier rang duquel on trouve le charismatique Daniel Lobé ». Il ajoute : « Dans la mise en forme de la série, le plus grand soin a été apporté à l'ensemble, qu'il s'agisse de la mise en scène, de la musique excellente, ou de la photographie très léchée en passant par les décors, classes au possible. Le décor du cabinet, associé à la très belle lumière, n'est pas sans rappeler celui du cabinet Donnell et Associés dans The Practice. » Et il met également en avant Barbara Probst « qui nous saisit par la très grande sensibilité qui transparaît de son personnage ».

#### Saison 2
Le magazine Télé 7 jours « estime que la seconde saison pour Le Code vaut la précédente en termes de qualité et d'interprétation ».
L'hebdomadaire Télé Star estime lui aussi que le début de la saison 2 est prometteur.
Le magazine TV Grandes Chaînes donne 2 étoiles à la série jugeant que la saison 2 est interprétée avec force, avec une première intrigue prenante et bien ficelée.
De son côté, l'hebdomadaire Télécâble Sat Hebdo ne donne qu'une étoile à la série qui est « laborieuse à cause du surjeu des comédiens, de la surenchère dramatique et de la réalisation atone ».

### Distinction
- Festival Séries Mania 2021 : prix d'interprétation masculine pour Daniel Njo Lobé[8],[7],[32],[33]